# Hits (Seal)
Hits è una raccolta del cantante britannico Seal, pubblicato nel 2009 dalla Warner Music UK.

## Tracce

### Edizione Standard
1. I Am Your Man (new song)
2. Kiss From A Rose (Album Version)
3. Killer (Single Version)
4. Crazy (Single Version)
5. Fly Like An Eagle (Album Version)
6. Love's Divine (Album Version)
7. A Change Is Gonna Come (Album Version)
8. Amazing (Album Version)
9. Get It Together (Album Version)
10. Future Love Paradise (Album Version)
11. My Vision - Jakatta & Seal (single version)
12. The Right Life (Single Version)
13. Prayer For The Dying (Single Version)
14. I Can't Stand The Rain (Album Version)
15. Waiting For You (Album Version)
16. The Beginning (Original Single Version)
17. Don't Cry (Single Version)
18. It's A Man's Man's Man's World (Album Version)
19. Thank You - (new song)

### Edizione Deluxe
Disco Uno
1. I Am Your Man (new song)
2. Kiss From A Rose (Album Version)
3. Crazy (Album Version)
4. Fly Like An Eagle (Album Version)
5. Love's Divine (Album Version)
6. A Change Is Gonna Come (Album Version)
7. Amazing (Album Version)
8. Get It Together (Album Version)
9. My Vision - Jakatta & Seal (single version)
10. Prayer For The Dying (Album Version)
11. I Can't Stand The Rain (Album Version)
12. Waiting For You (Album Version)
13. The Beginning (US Single Remix)
14. The Right Life (Remix Radio Edit)
15. Don't Cry (Album Version)
16. Rolling (Album Version)
17. If You Don't Know Me By Now (Album Version)
18. Violet (7" Acoustic Version)

Disco Due
1. Killer (Album Version)
2. Future Love Paradise (12"/E.P version)
3. Human Beings (Album Version)
4. A Father's Way (From The Pursuit Of Happyness soundtrack)
5. I'm Alive (US Single Remix)
6. Colour (Album Version)
7. Free (Album Version)
8. Latest Craze (Album Version)
9. System (Album Version)
10. Newborn Friend (Morales Radio Mix)
11. Lips Like Sugar Mikey Dread & Seal(Album Version)
12. This Could Be Heaven (From The Family Man soundtrack)
13. Les Mots - Mylène Farmer & Seal (single version)
14. It's A Man's Man's Man's World (Album Version)
15. Soul Medley: Get It Together / Here I Am / Knock On Wood (new live track)
16. Thank You (new song)

### Edizione francese
1. I Am Your Man (new song)
2. Kiss From A Rose (Album Version)
3. Crazy (Single Version)
4. Love's Divine (Album Version)
5. Les Mots - Mylène Farmer & Seal (single version)
6. A Change Is Gonna Come (Album Version)
7. Amazing (Album Version)
8. Killer (Single Version)
9. Fly Like An Eagle (Album Version)
10. Get It Together (Single Version)
11. Future Love Paradise (Album Version)
12. My Vision - Jakatta & Seal (single version)
13. The Right Life (Single Version)
14. Prayer For The Dying (Single Version)
15. I Can't Stand The Rain (Album Version)
16. Waiting For You (Album Version)
17. Don't Cry (Single Version)
18. It's A Man's Man's Man's World (Album Version)
19. Thank You (new song)

### Edizione statunitense
Disco Uno
1. I Am Your Man (new song)
2. Kiss From A Rose (Album Version)
3. Crazy (Album Version)
4. Fly Like An Eagle (Album Version)
5. Love's Divine (Album Version)
6. A Change Is Gonna Come (Album Version)
7. Amazing (Album Version)
8. Killer (Single Version)
9. Prayer For The Dying (Album Version)
10. Get It Together (Album Version)
11. The Right Life (Remix Radio Edit)
12. Future Love Paradise (Album Version)
13. Waiting For You (Album Version)
14. Free (Album Version)
15. Rolling (Album Version)
16. Don't Cry (Album Version)
17. If You Don't Know Me By Now (Album Version)
18. Thank You (new song)

Disco Due
1. A Change Is Gonna Come (DVD)
2. I Can't Stand The Rain (DVD)
3. It's A Man's Man's Man's World (DVD)
4. Knock On Wood (DVD)
5. If You Don't Know Me By Now (DVD)
6. I've Been Loving You Too Long (DVD)
7. Here I Am [Come And Take Me] (DVD)
8. People Get Ready (DVD)
9. Stand By Me (DVD)
10. Kiss From A Rose (DVD)
11. Crazy (DVD)
12. If You Don't Know Me By Now (DVD)
13. A Change Is Gonna Come (DVD)
14. It's A Man's Man's Man's World (DVD)
15. An Interview With David Foster (DVD)